# よろず占い処 陰陽屋シリーズ
よろず占い処 陰陽屋シリーズ（よろずうらないどころ おんみょうやシリーズ）は、天野頌子による日本の小説シリーズ。単行本はポプラ社より2007年9月に刊行された。単行本の時点では「よろず占い処」はついていなかったが、2011年にポプラ文庫ピュアフルから刊行する際に改題され、以後同文庫より2023年4月まで刊行された。文庫版のイラストはtoi8が担当している。
B's-LOG COMIC2013.Nov. vol.10（2013年11月1日）から2015 Sep. Vol.32（2015年9月1日）にかけて岩崎美奈子によるコミカライズが連載された。

## あらすじ
東京都北区王子稲荷神社のお膝元、王子稲荷商店街の雑居ビルに、「よろず占い処 陰陽屋」という怪しげな占い屋が店を構えていた。
中学3年生の沢崎瞬太は担任との臨時の進路相談の後、母・みどりと共に商店街を歩く中で陰陽屋の看板を発見。陰陽師ファンの母に推されて入店すると、長髪優男の陰陽師安倍祥明（あべのしょうめい）が顔を出した。
「家庭に不幸続きで何かに憑かれているのではないか」と相談するみどりに、祥明は占いを用いて進言する。しかし祥明が相談料として2万円を請求してきたことで、瞬太は我慢できず祥明をぶん殴ってしまう。そして自分が化け狐であることを明かし、彼の占いがインチキであることを理由に請求を拒否。しかし祥明も黙ってはおれず、相談内容から見えた沢崎家の問題を二人に突き付け、理路整然と喝破する。さらに瞬太に壊された眼鏡の代金5万円の代わりに、瞬太をアルバイトとして陰陽屋に通わせるよう要求した。
画してここに、イケメン陰陽師と化け狐少年のコンビが誕生。この日以来、二人の前に珍妙な依頼が次々と舞い込んでくるのだった。
文庫本10巻『よろず占い処 陰陽屋開店休業』巻末のあとがきによれば、物語開始は2006〜2007年、同巻発行時点で2009または2010年とされている。

## 登場人物

### 陰陽屋
王子稲荷商店街にある雑居ビルの地下1階で祥明が営む占い屋。もとはスナックだった。営業時間は昼12時前～夜8時頃。陰陽道に関する古書と専門書、占い道具が多数並ぶ薄暗い空間で、奥の応接間で依頼に応じる。各種占いの他、命名相談、心霊相談、霊障相談、加持祈禱など、陰陽術に関連する占時を扱う。また祥明手作りのお守りなども販売している。主な客層は女性で、祥明を目当てに来る者も多い。
基本的に店舗内で、営業時間内での依頼のみ受け付けているが、お祓いやもの探し等依頼人の住居に出張することもある。
祥明は応接間の更に奥にある四畳半の休憩室で寝泊まりしており、瞬太の休憩と勉強にも使われている。また祥明は自身の身内（特に母親）に店の存在がばれることや来店されることを激しく嫌っている。
沢崎瞬太（さわざき しゅんた）
本作の主人公。北区立王子第二小学校→北区立王子桜中学校→東京都立飛鳥高等学校。茶褐色の髪が特徴の小柄な少年。物語開始時点では15歳（中学3年生）。母のみどり、父の吾郎と共に、3人で築二十年近い一軒家に暮らしている。勉学はあまり得意ではなく、授業中はほとんど居眠りをしている。お人好しで大雑把な性格をしており、周囲からは「脳天気」などと断じられている。食べ物の誘惑に弱く、また自堕落で意志が弱い面があり、窮地に追い込まれるとその場から逃げ出す癖がある。同級生の三井春菜に片想いをしている。
実は妖狐であり、赤ん坊の頃王子稲荷神社の境内に遺棄されていたところをみどりに拾われ、そのまま沢崎家の一人息子として育てられたという経緯がある。狐耳や瞳、尻尾など身体の一部を狐に変化させることができる他、俊敏な動作や鼻が利く、手からピンポン球程の大きさの狐火を出す、夜行性体質など、妖狐としての特徴を持つ。体力の低下や居眠り、感情の高ぶりなどが原因で意図せず狐耳や尻尾が発現することがある。みどりと共に陰陽屋に初めて訪れた際の一件から、陰陽屋でアルバイトとして働いている。仕事は式神役（マスコット）兼雑用。仕事中は山吹色の童水干を着用しており、狐耳や尻尾を出したままにしているが、出で立ちの奇抜さから本物の狐であると見抜かれることはほぼない。自身の正体が周囲に気付かれることを恐れているが、先述のように不注意等で妖狐に変身してしまうことがよくあるため、同級生の間では皆が彼の正体を知っている旨を公言しないことが暗黙の了解となっている。
「お稲荷様の加護」と言われる程の強運の持ち主。
安倍祥明（あべのしょうめい）
本作の探偵役にしてもう一人の主人公。長髪と眼鏡の似合う優男。本名は姓名共に漢字は同じで読み方が違う「あべ よしあき」。物語開始時点では29歳。
占いや陰陽道は我流のいわゆる陰陽師「もどき」でしかないものの、知識は並の占い師や陰陽師を凌駕すると自負しており、陰陽道だけでなく手相、人相、タロットカード等、占いと呼ばれるものはひとしきり習得している。仕事中は白い狩衣姿で、烏帽子や冠は着用していない。自身の占いがインチキであることは自覚しており、「占いはエンターテイメント」という半ば開き直りに近い信条を掲げている。
元No.1ホストの経歴を持ち、六本木の「クラブドルチェ」という店舗に一ヶ月間だけ在籍した伝説の人物とされている。そのため来店した女性客を虜にする営業スマイルや積極的に距離を縮めるホスト商法を得意とするが、本性は自堕落かつ冷淡な性格である。基本自己中心的で気が短く、初対面の人物に対しても遠慮無く毒づくが、親しい間柄の人物には非情になりきれず、義理に弱い面もある。そのような経歴と性格から、鋭い観察眼によって依頼人の本心や本人も気付いていない体調などを言い当てることができ、また時に容赦の無い言葉を投げかけるが、それがかえって依頼の解決につながることが多い。
裕福な学者の家系の出であり、研究のために本物の陰陽師に弟子入りするなど学問に対する積極的な姿勢も持ち合わせているが、母との関係に悩まされた末に学者の道は断念している。

### 沢崎家
沢崎みどり（さわざき みどり）
瞬太の母。40代前半。元看護師で、祥明のアドバイスもあり復職した。瞬太を「瞬ちゃん」と呼び、父と共に過保護とも言える愛情を注いでいるが、思春期の瞬太からはやや煙たがられている。子宝に恵まれずいたところで瞬太を拾ったため、妖狐であっても受け入れ成長を見守っている。
心霊写真や怪談の特番を好んで視聴するなど、オカルトの類いは得意である。バイタリティに溢れ、物事に対しいやや積極性に欠ける夫や息子を引っ張る側面を持つ。瞬太を実の孫と勘違いした仲条律子（りつこ）とは火花を散らしていた。
沢崎吾郎（さわざき ごろう）
瞬太の父。40代半ば。小さな事務用品のメーカーに勤めていた。会社の倒産によって求職中の身となっていたが、祥明のアドバイスによって主夫となる。妻のみどりと共に瞬太の成長を愛情深く見守っている。手先が器用で料理が得意なほか、プラモデル作りで受賞したり高額競売されたりとかなりの腕前の持ち主であり、趣味を兼ねて家計の足しにしている。
瞬太と同様お人好しで押しに弱い性格だが、物事に対し前のめりなみどりを優しく制したり思い悩む瞬太に助言したりと、家族の輪を取り持つ役割を担う。怖いものは苦手。中年らしくやや太っており、髪も白くなり始めている。
沢崎初江（さわざき はつえ）
瞬太の祖母。吾郎の母。普段は谷中で一人暮らしをしながら三味線教室を開いている。夏場の体調不良がもとで半身麻痺を患い、沢崎家でみどりの介護を受けていたが、義娘のみどりに対しては人が変わったようにきつく当たるため家庭の不和を生んでいた。祥明のアドバイスがきっかけで息子の吾郎に介護されるようになると早くに回復し、谷中に戻って三味線教室を再開した。

### 安倍家
古くからある学者の家系で、祥明の実家。書庫には古今を問わず膨大な量の民俗学関連資料が収蔵されている。女系一族であり、安倍家に生まれた男児は長く生きられないとされていた。
安倍優貴子（あべ ゆきこ）
祥明の母。ほっそりした体型で瞬太が30代半ばと想定してしまうほど整った顔立ちをしている。言動が子供っぽく、息子を溺愛しており、度々非常識な行動を起こすためそれが原因で祥明からは激しく忌避されている他、夫であり祥明の父である憲顕（のりあき）からも問題人物扱いされている。祥明が興味を持つものや大切にしているものを排除しようとする傾向があり、祥明の学生時代にはペットのゴールデンレトリバーの罹患を祈願した他、初の恋人に対しては自作の偽ゴキブリを混入させたケーキを出すなど異常行動を繰り返し、院生時代やホスト時代には祥明のその後の人生設計を大きく揺るがす事件を起こしている。陰陽屋で祥明と親しくする瞬太に対しても敵意を向けており、安倍家や陰陽屋一同から恐れられる存在となっている。
安倍憲顕（あべ のりあき）
祥明の父。大学教授で国文学者。婿養子で、安倍家の蔵書目当てで優貴子と結婚した。優貴子のことは愛しているが、それ以上に手を焼くことが多い。
安倍柊一郎（あべ しゅういちろう）
祥明の祖父。長い白髭に痩せた風貌と浮世離れした雰囲気を漂わせる紳士。憲顕同様学者で宗教学と民俗学を専門としている。博識なだけでなく物事に対して達観した姿勢を見せ、瞬太やみどりに対しても親身になって相談に乗る。娘である優貴子の問題行動に対しては手慣れた対応を見せ、半ばそれを面白がっている節もある。学生時代に篠田（しのだ）という妖狐と親交があった。

### 妖狐
篠田（しのだ）
初江が幼少期、柊一郎が学生時代に出逢っていた男。「篠田」が本名かどうかは定かではない。
葛城小志郎（かつらぎ こしろう）
クラブドルチェのバーテンダー。狐の目を隠すためにサングラスをかけている。

#### 山田（山田）
瞬太の通う飛鳥高校の食堂に勤務している。実は陰ながら瞬太を見守っており、自身の妖力で護衛していた。

### その他
槙原秀行（まきはら ひでゆき）
祥明の幼馴染み。体育会系で図体が大きく、祥明より5歳は年上に見える。祥明の地元である国立に住んでおり、平日はコンビニでアルバイトをしつつ、土日は実家の敷地内にある道場で近所の子供達に柔道を教えている。柔道は小学生の頃から続けており、大会での入賞経験の他、祥明に教えたこともある。陰陽屋を最初に訪れて以来、祥明からは邪険にされているが、秀行本人は祥明の毒舌を受け流しつつ訪問し続けている。
雅人（まさと）
クラブドルチェのフロアマネージャー。「雅人」は源氏名。かつてはホストとして店内ナンバーワンの売り上げを誇っていたが、祥明にその座を奪われた際に引退し、その姿を消していた。しかし祥明が身内上のトラブルで退職した後、利益の減少に悩んでいたドルチェを立て直すためにマネージャーとして復帰した。
仲条律子（なかじょう りつこ）
陰陽屋の常連客のひとり。秀行のアルバイト先の後輩、宮内夏央（なつお）の伯母。初登場時は60歳ほど。眉間に皺が寄った厳格そうな雰囲気の女性。夏央の祖母の遺言状獲得のために伯父と共に群馬に出向いており、夏央と彼女の依頼でついてきた祥明・瞬太に対して嫌味を浴びせるなど性悪な振る舞いをしていた。しかし本来、一人娘の仲条杏子（きょうこ）が失踪する前は明るく人当たりの良い性格であり、瞬太を自身の孫だと思い込んでいた際は愛情深い一面を見せた。また杏子が見つかり誤解が解けた後も瞬太のことは気に入っており、来店の度に手作りのプリンを振る舞う程に打ち解けている。
高坂史尋（こうさか ふみひろ）
瞬太の同級生。北区立王子桜中学校→東京都立飛鳥高等学校→東京大学。極度の近眼で眼鏡を着用しており、知的な雰囲気と見た目の通りの優秀さで周りからは「委員長」と呼ばれている。実家は理髪店。ジャーナリストを志しており、中学生の頃から新聞部に所属し校内新聞を制作していた。依頼人の複雑な問題に関わりたがらない祥明に対して宣伝効果や合理性を提言し地頭の良さを見せ、噂やゴシップには安易に飛びつかず自分の目で真相を確かめようとするなど、理性的な行動を心がけている。校内新聞の中で何度か陰陽屋について取り上げる他、新聞社の読者投稿コーナーに祥明の経歴を綴った記事を寄せ騒動の原因となったこともある。また瞬太のことを気にかけ、頻繁に話しかけるなど、一時期クラスメイトの間で二人の関係について噂されるほど親密にしていたが、それらは瞬太の正体が妖狐であるという「噂」の真相を確かめるための取材であった。瞬太に自らの目的と彼の正体が同級生の中で周知の事実であることを打ち明けた後も、瞬太とは親しくし続けている。
三井春菜（みつい はるな）
瞬太の同級生。北区立王子桜中学校→東京都立飛鳥高等学校→多摩美術大学。茶髪で小柄な女子生徒。同じく瞬太の同級生である倉橋怜（れい）とは保育園生の頃からの幼馴染みであり、幼少期にはよく怜の家に泊まりに行くなど家族ぐるみでの親交がある。明るく穏やかな性格で周囲にも愛想良く接するが、それぞれの仕事や趣味を優先しがちな自身の両親と瞬太の家庭を比較して内心でコンプレックスを抱いている。中学3年生時の冬に参加した王子稲荷神社の祭り「狐の行列」で負傷した際には祥明にお姫様抱っこをされ、その経験から祥明に対して片想いをしている。
倉橋怜（くらはし れい）
瞬太の同級生。北区立王子桜中学校→東京都立飛鳥高等学校。長身で大人びた顔立ちの女子生徒。剣道が得意で中学時代には「怜サマ」と崇められていた他、高校卒業後は体育大学に進学し都内ベストテンに数えられる実力を身につけている。勝ち気な性格の持ち主で春菜とは真反対の人物だが仲が良く、よく二人で陰陽屋を訪れている。
大学進学後に史尋と再開した際には「春菜ロス」を史尋に相談していた。
江本直希（えもと なおき）
瞬太の同級生。自称恋愛のスペシャリスト。
岡島航平（おかじま こうへい）
瞬太の同級生。毛深く、大柄で老け顔のため成人男性のような外見をしている。
只野（ただの）
飛鳥高校の理科教諭。男性。真面目で生徒思いの教師だが、登場当初は陰陽屋と祥明に対して不信感を抱いていたことと、理科教諭という立場から瞬太には警戒されていた。妖狐の存在は信じておらず、日中居眠りをする瞬太に諦めず注意し続ける。考え込む際に両手で鼻の頭を摘まむ癖がある。

## 既刊一覧

### 単行本
- 天野頌子 『陰陽屋へようこそ』 ポプラ社、2007年9月発売[2]、ISBN 978-4-591-09917-9

### 文庫
- 天野頌子（著） / toi8（カバーイラスト）、ポプラ社〈ポプラ文庫ピュアフル〉、全15巻
  1. 『よろず占い処 陰陽屋へようこそ』2011年1月発売[3]、ISBN 978-4-591-12237-2
  2. 『よろず占い処 陰陽屋あやうし』2011年6月発売[4]、ISBN 978-4-591-12524-3
  3. 『よろず占い処 陰陽屋の恋のろい』2012年3月発売[5]、ISBN 978-4-591-12889-3
  4. 『よろず占い処 陰陽屋アルバイト募集』2012年8月発売[6]、ISBN 978-4-591-13080-3
  5. 『よろず占い処 陰陽屋あらしの予感』2013年4月発売[7]、ISBN 978-4-591-13465-8
  6. 『よろず占い処 陰陽屋は混線中』2013年12月発売[8]、ISBN 978-4-591-13708-6
  7. 『よろず占い処 陰陽屋猫たたり』2014年7月発売[9]、ISBN 978-4-591-14076-5
  8. 『よろず占い処 陰陽屋恋のサンセットビーチ』2015年12月発売[10]、ISBN 978-4-591-14790-0
  9. 『よろず占い処 陰陽屋狐の子守歌』2017年1月発売[11]、ISBN 978-4-591-15306-2
  10. 『よろず占い処 陰陽屋開店休業』2018年3月発売[12]、ISBN 978-4-591-15828-9
  11. 『よろず占い処 陰陽屋秋の狐まつり』2018年11月発売[13]、ISBN 978-4-591-16090-9
  12. 『よろず占い処 陰陽屋百ものがたり』2019年11月発売[14]、ISBN 978-4-591-16446-4
  13. 『よろず占い処 陰陽屋と琥珀の瞳』2020年11月発売[15]、ISBN 978-4-591-16804-2
  14. 『よろず占い処 陰陽屋桜舞う』2022年4月発売[16]、ISBN 978-4-591-17366-4
  15. 『よろず占い処 陰陽屋きつね夜話』2023年4月発売[17]、ISBN 978-4-591-17756-3 ※スピンオフ

### 漫画
- 天野頌子（原作） / 崎美奈子（作画） / toi8（キャラクター原案） 『よろず占い処 陰陽屋へようこそ』 KADOKAWA〈ビーズログコミックス〉、全2巻。
  1. 2014年5月1日発売[18]、ISBN 978-4-047-29507-0
  2. 2015年10月31日発売[19]、ISBN 978-4-047-30742-1

## テレビドラマ
よろず占い処 陰陽屋へようこそ（よろずうらないどころ おんみょうやへようこそ）は、2013年10月8日から12月17日まで毎週火曜日22時 - 22時54分に関西テレビの制作によりフジテレビ系で放送された日本のテレビドラマである。初回は22時 - 23時9分の15分拡大放送、第6話は22時15分 - 23時9分の15分繰り下げ放送。主演は錦戸亮。原作は天野頌子著作の小説『よろず占い処 陰陽屋』シリーズ。オリジナルキャストや独自設定、エピソードが多数あり、最終回の脚本もドラマオリジナルのものとなっている。

### あらすじ（テレビドラマ）
東京都北区・王子稲荷商店街で、よろず占い処「陰陽屋」を営む陰陽師の青年・安倍祥明。彼は冷淡で面倒臭がり屋な性格で、その上霊能力は皆無にもかかわらず、どんな悩みもなぜか解決してしまうのだった。

### キャスト（テレビドラマ）

#### 主要人物（テレビドラマ）
安倍祥明（あべの しょうめい / よしあき）〈30〉
演 - 錦戸亮（幼少期：歩輝）
主人公。居酒屋「狐火」が入っているテナントビルの地下1階で占い屋を始める陰陽師。霊感は無いが、巧みな話術と端整な容姿で、客の悩みを解決する。元六本木のNo.1ホスト。実は安倍晴明の末裔。
只野路子〈25〉
演 - 倉科カナ（幼少期：谷花音）
瞬太が通う東京都立飛鳥山高校の臨時教員。1年C組の担任。源次郎の孫で同居している。現実的な性格。科学教師でパソコンの待ち受け画面は元素記号表。
沢崎瞬太〈15〉
演 - 知念侑李 (Hey! Say! JUMP) 
飛鳥山高校1年C組 生徒。成り行きで「陰陽屋」のアルバイトをすることになる。鼻がよく利き、時折目が光る。困っている人を見ると、放っておけない心優しい少年。小さい頃、王子稲荷神社に捨てられていたのをみどりに拾われて、沢崎家の子になっている。

#### 王子稲荷商店街（テレビドラマ）
鮎川珠希〈22〉
演 - 柏木由紀 (AKB48) 
王子稲荷神社の巫女。祥明が働いていたホストクラブの元常連客。
高坂則男〈45〉
演 - 宮川一朗太
「ノリ理容室」店主。王子稲荷商店会メンバー。
金井江美子〈47〉
演 - 濱田マリ
中華料理「上海亭」女将。王子稲荷商店会メンバー。
駒形千鶴〈50〉
演 - ふせえり
銭湯「明神湯」女将。王子稲荷商店会メンバー。
内藤源次郎〈69〉
演 - 杉良太郎
居酒屋「狐火」店主。王子稲荷商店会会長。只野路子の祖父で同居している。

#### その他（テレビドラマ）
槙原秀行〈30〉
演 - 駿河太郎
祥明（よしあき）が国立に住んでいた頃の幼馴染。話数を冠したTシャツを着ている（「一発屋」「二軍」「三冠王」「四畳半」「五穀米」「六本木」「七面鳥」「八頭身」「九割引」「土下座」）。
沢崎吾郎〈43〉
演 - 見栄晴
瞬太の父。会社が倒産し、現在は無職で仕事を探している。
高坂史尋〈16〉
演 - 西山潤
瞬太のクラスメイトで友達。則男の息子。黒縁眼鏡をかけている。
岡島拓人〈16〉
演 - 山形匠
瞬太のクラスメイトで友達。お昼はいつも焼きそばパン。
三井春菜
演 - 加藤里保菜
瞬太たちが憧れている同級生。後姿や横顔だけで顔は最終回まで伏せられていた。クレジットも同様に最終回以外は「???」と表記されていた。
沢崎みどり〈42〉
演 - 南野陽子
瞬太の母。看護師。「陰陽屋」の最初の客。看護師をしていたが、姑と同居することになり仕事を辞めている。その後、祥明の助言により王子中央病院で働いている。

#### ゲスト（テレビドラマ）
複数話・単話登場の場合は演者名の横の括弧（）内に表記

##### 第1話
里見由実香
演 - 鈴木梨央
父・健介が狐憑きになってしまったと「陰陽屋」へ相談に訪れる小学生。
里見健介
演 - 戸次重幸
由実香の父。会社員。
里見香名子
演 - 春木みさよ
由実香の母。マイホームのローン返済のために、パートをしている。
沢崎
演 - 上岡紘子
沢崎みどりの姑。谷中で独り暮らししていたが、足の骨折を機に息子の吾郎家族と同居することになる。
王子稲荷商店街 会員
演 - 日野出清（役：八百屋のたっちゃん、第8話）、石黒久也（役：喫茶店マスター、第8話）、森澤早苗（第8話）

##### 第2話
金井隆平
演 - 若葉竜也
江美子の息子。漫画家を目指して有名漫画家のアシスタントをしていたが、父の死後、仕事を辞めて実家の上海亭を手伝っている。
教師
演 - 木下隆行（第3話）
飛鳥山高校 教師。沢崎瞬太に関するネットの中傷書き込みを只野に教える。
美希
演 - 上野なつひ
「陰陽屋」の客。職場のパティシエに食事に誘われたことを相談しにくる。

##### 第3話
宮内夏央
演 - 波瑠
槙原秀行のバイト先の後輩。祖母の遺言状探しを「陰陽屋」に依頼する。
森田伸郎
演 - 村松利史（幼少期：新倉滉）
森田家長男。
森田芳郎
演 - 高橋修（幼少期：阿部大輝）
森田家次男。
律子
演 - 松本じゅん（幼少期：長﨑和花）
森田家長女。
市子
演 - 松山尚子（幼少期：宇田心音）
森田家次女。
森田喜美代
演 - 山野海
森田兄弟の母で二男三女の5人の子どもを育てた。群馬の山奥だが、山や畑を所有している。1ヶ月前に病気で他界し、本物の遺言状を探し出した者に全財産を譲るという遺言を残す。
宮内麻子
演 - 渡辺杉枝（幼少期：采沢真実）
夏央の母。森田家の三女で末っ子。母が残した遺産を巡って、兄姉たちの争いに巻き込まれ心労で倒れる。
奥野和宏
演 - 桜井聖
森田家の弁護士。喜美代の遺言状を預かっていた。
ケーキ屋
演 - 西山聡
森田喜美代のバースデーケーキの予約注文を受けていたケーキ屋。
女性
演 - 中村由紀子、仲野元子、藤堂悠紀子
「ふじやまの湯」で祥明と温泉に入る高齢女性。実は森田喜美代の友人。

##### 第4話
細川季実子〈29〉
演 - 関めぐみ
岩帝通信東京本社 社員。祥明のホスト時代の客。その頃、祥明に手相占いで「30歳までに結婚出来る」と言われていた。ある日突然陰陽屋に現れ、「あと3日で30歳になるのに運命の相手がまだ現れていない。3日で結婚相手が現れなければ責任を取って自分と結婚するように」、と祥明に迫る。実は岩帝通信の社長令嬢で、父に紹介された菅原智樹と交際している。
清水昭雄
演 - 塚原大助
岩帝通信東京本社 社員。祥明に季実子のことを聞かれる。菅原の同僚。
菅原智樹
演 - 石川雅宗
岩帝通信東京本社 社員。季実子の交際相手。
教授
演 - あづみ昌宏
只野が大学院で研究していた時の担当教授。

##### 第5話
牛島祐輔
演 - 落合モトキ
自動車整備工場 従業員。以前、骨折で入院した時に病院で江見と出会った同い年の青年。江見の体調が悪い時に車で外に連れ出しており、そのすぐ後に江見が亡くなっている。春になったら夫婦星であるうしかい座（＝牛島）のアルクトゥルスとおとめ座（＝早乙女）のスピカの星座を、一緒に見に行こうと江見と約束していた。
早乙女江見〈享年19〉
演 - 吉倉あおい
1ヶ月前に206号室で亡くなった入院患者。星が大好きで、生前は星座の神話の紙芝居を作って入院している子供たちに読み聞かせていた。
日高真央
演 - 久家心
王子中央病院入院患者。小学生。バレエの公演中に舞台から転落して腰の神経を傷つけてしまい、車椅子を使っている。治ったら一緒に山に登って星をみよう、と励ましてくれた江見を慕っていた。江見が亡くなったのは祐輔が無理に連れ出したせいだと思っており、彼女の幽霊が出るのは祐輔に謝ってほしいからではないかと考えている。
宇和島
演 - 田窪一世
王子中央病院事務長。病院内で起こる幽霊騒ぎの噂がこれ以上広まらないよう穏便に解決して欲しい、とみどりの紹介で「陰陽屋」へ依頼に来る。
高野明美
演 - 千葉雅子（第3話）
王子中央病院看護師長。みどりの上司。夜勤の巡回中に206号室で幽霊を目撃する。
コンパニオン
演 - 吉田怜菜
プラネタリウムのコンパニオン。
太客
演 - しのへけい子
ホストクラブの太客。
- 藤本飛龍[24]、西大河[24]

##### 第6話
門倉百合江
演 - 島かおり（青年期：高久ちぐさ）
自宅に呪いをかけてほしい、と祥明に頼む独り暮らしの高齢女性。神林から家を売ってほしいと頼まれているが、自宅に住み続けたいと願っている。隣人の純子とは同い年ということもあり、以前はとても仲が良かった。
矢下純子
演 - 赤座美代子（青年期：筒井奏）
百合江の隣人。10年前に起きたキツネ饅頭窃盗事件が発端となり、近所では「泥棒ババア」と呼ばれ煙たがられている。夕方4時になると大音量でカラオケをはじめ、隣人の百合江に迷惑を掛けている。早死にした夫が残した借金を返済するために、水商売をしていたことがある。
神林葵
演 - ミスターちん
猫好きの猫カフェプランナー。百合江の自宅が猫カフェにぴったりだから売ってほしい、と頼んでいる。
門倉達郎、門倉美保
演 - 中原裕也、津乃村真子
百合江の子ども。1人で暮らす母親を心配し、神林に自宅を売ったほうがいい、と百合江に進言している。
- 杉山颯

##### 第7話
山田清志
演 - 永井大
陰陽屋が入る店舗で以前、イタリアンレストランを経営していたシェフ。共同経営者に金を持ち逃げされ、膨れ上がった借金が払えなくなり夜逃げする。借金の返済が済んだことを機に、陰陽屋を一日だけ借りて離婚して別れて暮らしている美雪と朋奈を招待する。
実は朔夜らが探していた元No.1ホストの雅人。店が潰れたあと、六本木でホストとして働いていた。美雪と朋奈の前で祥明にそれを暴露されるが、元々美雪の再婚を望んでいた彼は自身の本心を見抜いてくれた祥明に感謝する。
坂上美雪（さかがみ みゆき）
演 - 原史奈
清志の元妻。実は離婚後に知り合った男性と近々再婚する予定。
坂上朋奈
演 - 庵原涼香（幼少期：高嶋琴羽）
清志・美雪の娘。父のことを今でも大切に想っており、母と父が復縁することを望んでいる。
朔夜、綺羅、武斗
演 - 高濱正朋（第6話）、柳喬之（第6話）、ダレアレ悟（第6話）
祥明が以前働いていた六本木のホストクラブのホスト。No.1ホストが居なくなってからホストクラブの売り上げが落ち、この状況を打破するために突然姿を消したNo.1ホストの雅人を探している。
カリスマホスト
演 - 狩野英孝
瞬太が想像するカリスマホスト。
店員
演 - 宮川浩明
大宮将棋クラブの店員。最近、雅人が来店していることを秀行らに語る。
- 太田鷹史、森本忠冬、淺井忠雄

##### 第8話
織田友紀奈
演 - 岡本玲
スケバンスタイルの地下アイドル。ミスコン荒らしで、王子稲荷商店街の「第2回ミス女狐総選挙」に立候補する。去年の同大会では珠希と優勝を争った。去年の1次・着物審査の際、草履がなくなっていて仕方なくブーツで出場しており、その犯人が珠希だと思っている。実は珠希の中学時代の同級生で、当時から様々なことで競い合っていた。
木下
演 - 内山信二
友紀奈の唯一人のファンで追っかけ。実は去年のミス女狐総選挙で友紀奈の草履を隠した犯人。
司会
演 - 茂木淳一
「第2回ミス女狐総選挙」の王子FMでの実況放送をする司会者。
安藤
演 - 前田健
「第2回ミス女狐総選挙」の解説をするミスコン評論家。

##### 第9話
唐沢数彦
演 - 田中幸太朗
横浜大学理学部 准教授。只野が以前在籍していた別の大学院の研究室の先輩。院生のまとめ役で人付き合いの苦手な只野にも優しくしていた。新しく横浜大学に移って自分の研究室を構えることになり、只野に研究者として来てほしいと頼んでいる。陰陽道にも興味津々で、祥明の解説を興味深く聞く。
パン屋
演 - 歌川椎子
飛鳥山高校に出店している移動パン屋「焼きたて夢工房」店主。1日1個限定の”焼きそばパン ダブル”が人気。
教師
演 - 築出静夫、とむ畑中
飛鳥山高校 教師。
竹内達也
演 - 薄井賢明
飛鳥山高校3年B組 生徒。ラグビー部キャプテン。1日1個限定の”焼きそばパン ダブル”争奪戦で、現在まで無敗記録を保持している。
生徒
演 - 権藤葵、加藤梨里香、矢部衣純、内田淳、宮野一代、荻島春菜
飛鳥山高校 生徒。

##### 第10話
只野照子
演 - 横山めぐみ（青年期：重廣レイカ）
路子の母で源次郎の娘。25年前、源次郎に寛和と共に結婚の挨拶に行った際大喧嘩になり、それ以来、源次郎とは仲違いしている。保険の営業をして家計を支えている。しみったれた祟りを祓うにはお金を使うのがいい、と祥明に言われ、彼と共に高級フレンチで食事したり、エステや美容院、ブティック、果ては祥明が働いていたホストクラブで散財する。小説を書けなかった寛和を見た源次郎に「男を見る目がない」と言われるが、25年間寛和がつけていた家計簿を見せ、「家事や子育てをがんばってくれた寛和は最高の夫だ」と言い、遂に源次郎と和解する。
只野寛和
演 - 中村まこと（青年期：平田裕一郎）
路子の父。舅に妻の正式な夫として認めてほしい、と陰陽屋にやってくる。25年前、大学生だったころに照子とできちゃった結婚しており、舅・源次郎に結婚を認めてもらっていない。結婚した頃は小説家を目指しており、結婚前に「第21回 群青新人文学賞」で優秀作を受賞している。しかし作家としては芽が出ず、アルバイトと家事をしながら細々と小説を書いている。料理上手で、安い食材で美味しい料理を作るのが得意。祥明の助言で陰陽屋にこもって「第47回 こすも小説大賞」の応募作品を執筆することになる。だが、応募締め切り日になっても小説を書くことができず、家族に謝罪する。
雨宮咲月〈享年21〉
演 - 山田麻衣子（第8話、最終話）
16年前、王子稲荷商店街にふらっと現れ、仕事を探していると言うので源次郎が「狐火」で雇っていた住み込み店員。だが、ほどなくして体調を崩しそのまま亡くなってしまう。家族の話を一切しなかったため、遺骨は源次郎が引き取っている。実は祥明の叔母で、狐火に来た時には妊娠していた。
乗鞍完治
演 - テイ龍進（最終話）
フリージャーナリスト。喫茶店で瞬太の話をしている珠希と秀行に話しかける。ネットで話題になっている王子の化け狐について取材しており、瞬太のことを嗅ぎまわる。

##### 最終話
安倍春代
演 - 香山美子（第10話）
祥明の祖母で咲月の母。当主（春代の夫）が病気で余命いくばくもなく跡取りを決めなければならなくなり、祥明の元を訪ねてくる。そこで瞬太に会い、自宅の片付けのバイトをしないかと誘う。そして、瞬太が安倍家の血を引く人間（咲月の子ども）だと知り、みどりに「瞬太を返してほしい」と頼む。
高校生
演 - 橋本楓、小野木里奈
只野と一緒にクレープ屋に行く生徒。
クレープ屋
演 - 越智友己
只野が生徒と一緒に行ったクレープ屋さんのイケメン店員。

### スタッフ
- 原作 - 天野頌子『よろず占い処 陰陽屋へようこそ』『よろず占い処 陰陽屋の恋のろい』『よろず占い処 陰陽屋あらしの予感』『よろず占い処 陰陽屋あやうし』『よろず占い処 陰陽屋アルバイト募集』（ポプラ社刊）
- 脚本 - 黒岩勉[22]
- 音楽 - 井筒昭雄[22]
- 演出 - 土方政人[22]、植田泰史[22]、三木茂[22]
- 主題歌 - 関ジャニ∞「ココロ空モヨウ」（インペリアルレコード）[32]
- 劇中使用曲 - 「ラストスケバン☆めんち切り」（第8話）[33]
- 演出補 - 山内大典
- 音楽プロデュース - 志田博英
- 選曲・音響効果 - 亀森素子
- 撮影 - 栗栖直樹、後藤継一郎
- CG・タイトルバック - 鈴木鉄平（フジテレビ）
- フードコーディネイト - はらゆうこ
- 特殊造形 - 臼井則政
- イラスト - 長友心平
- 漫画 - 田中智佳
- 陰陽道監修 - 高橋圭也、鈴木一馨
- 技術協力 - バスク
- 美術協力 - BEENS
- 撮影協力 - 東京都北区、王子稲荷神社、梶原銀座商店街、たまロケーションサービス
- 編成 - 乾正志（関西テレビ）、松本祐紀（フジテレビ）
- プロデュース - 豊福陽子[22]（関西テレビ）、稲田秀樹[22]（共同テレビ）、小林宙[22]（共同テレビ）
- プロデュース補 - 山下有為（関西テレビ）、廣岡美代
- 制作 - 関西テレビ
- 制作著作 - 共同テレビ

### 放送日程
| 各話                                                      | 放送日   | サブタイトル             | ラテ欄                                | 演出     | 視聴率 |
| --------------------------------------------------------- | -------- | ------------------------ | ------------------------------------- | -------- | ------ |
| 第1話                                                     | 10月08日 | DV夫は狐憑き!?           | 元ホスト占い師、含み笑いで謎を解く?   | 土方政人 | 11.5%  |
| 第2話                                                     | 10月15日 | 呪われたラーメン         | 空腹占い師、呪いのラーメンの謎を解く  | 土方政人 | 09.4%  |
| 第3話                                                     | 10月22日 | 1億円の失せ物探し        | 見つけたら1億円!? 消えた遺言状のナゾ  | 植田泰史 | 09.3%  |
| 第4話                                                     | 10月29日 | 恋占いにご用心           | 3日間で結婚する方法!? 恋占いにご用心  | 植田泰史 | 09.0%  |
| 第5話                                                     | 11月05日 | 幽霊病棟22時!?           | 呪われた病院!? 星と占いと美人幽霊の謎 | 土方政人 | 08.4%  |
| 第6話                                                     | 11月12日 | 王子化け猫騒動           | 騒音バアさんと化け猫屋敷 隣人の呪い   | 三木茂   | 07.8%  |
| 第7話                                                     | 11月19日 | 仲直りはディナーのあとで | 陰陽師レストラン!? 謎解きはディナー中 | 植田泰史 | 07.5%  |
| 第8話                                                     | 11月26日 | 呪い合戦! 女狐ウォーズ   | 女の総選挙 ライバルの呪いは恐ろしい   | 土方政人 | 09.0%  |
| 第9話                                                     | 12月03日 | 祟られた学園             | ダメ学級の祟り 陰陽師、高校に乱入     | 三木茂   | 08.2%  |
| 第10話                                                    | 12月10日 | 16年前からの手紙         | 元ホスト占い師、人妻を誘惑する        | 植田泰史 | 07.4%  |
| 最終話                                                    | 12月17日 | 出ていけ、陰陽屋!        | さよなら祥明 インチキ占い師の最後     | 土方政人 | 08.1%  |
| 平均視聴率 8.7%（視聴率は関東地区・ビデオリサーチ社調べ） |          |                          |                                       |          |        |

## 朗読劇
タイトルに『よろず占い処 陰陽屋へようこそ』と付かないものもあるがシリーズ全般の朗読劇について記載する。安倍祥明 役と沢崎瞬太 役は、2018年11月3日に行われたイベント『「よろず占い処 陰陽屋 秋の狐まつり」～新刊リリースイベント～』でゲストとして招かれた諏訪部順一と松元惠がそれぞれ担当している。これ以後も呼ばれている。

### よろず占い処 陰陽屋へようこそ 春の狐まつり
2019年3月16日に一ツ橋ホールを会場に、『よろず占い処 陰陽屋へようこそ 春の狐まつり』のタイトルで、昼夜に全2公演が行われた。原作者の天野頌子による書き下ろしシナリオで、一部は公演ごとに内容が異なる。
キャスト
- 安倍祥明 - 諏訪部順一
- 沢崎瞬太 - 松元惠
- 高坂史尋 - 小野友樹
- 山科春記 - 遊佐浩二
- 沢崎みどり - 矢口アサミ
- 三井春菜 - 和氣あず未
- 倉橋怜 - 鈴木絵理
- 岡島航平 - 竹内想
- 江本直希 - 酒井俊輔
- 安倍優貴子 - 斎藤楓子
- 野見山拳太
- 杉山豪樹
- 松岡拓弥

スタッフ
- 演出 - 鄭光誠
- 音楽 - 印南俊太朗
- 主催 - JTBコミュニケーションデザイン
- 協力 - ポプラ社／らいとすたっふ

### よろず占い処 陰陽屋と琥珀の瞳 オンラインリーディングライブ
2021年3月7日にオンライン配信で、『「よろず占い処 陰陽屋と琥珀の瞳」オンラインリーディングライブ』のタイトルで、夜に全1公演が行われた。天野頌子による書き下ろしシナリオで、海外視聴もでき、英語字幕ありだった。
キャスト
- 安倍祥明 - 諏訪部順一
- 沢崎瞬太 - 松元惠
- 高坂史尋 - 小野友樹
- 山科春記 - 遊佐浩二

スタッフ
- 演出 - 菊地創
- 主催 - JTBコミュニケーションデザイン／読売新聞社
- 協力 - ポプラ社／らいとすたっふ

### よろず占い処 陰陽屋春らんまん
2022年3月6日になかのZERO大ホールを会場に、『よろず占い処 陰陽屋春らんまん』のタイトルで、昼夜に全2公演が行われた。内容は、原作シリーズから選りすぐったストーリーに脚色を加えったものと、原作者の天野頌子による書き下ろしシナリオ。
キャスト
- 安倍祥明 - 諏訪部順一
- 沢崎瞬太 - 松元惠
- 高坂史尋 - 小野友樹
- 山科春記 - 遊佐浩二
- 武内駿輔
- 竹内想
- 丸塚香奈
- 西森梨花
- 八重畑由希音
- 高橋宏幸
- 山口勇気

MC
- 仲田雄一

スタッフ
- 脚本 - 秋月弓
- 演出 - 菊地創
- 主催 - JTBコミュニケーションデザイン／読売新聞社
- 共催 - なかのZERO指定管理者
- 協力 - ポプラ社／らいとすたっふ